# Valtelinès
El dialecte valtelinès és un dialecte que pertany a la variant occidental de la llengua llombarda.
És parlat a la ciutat de Sondrio i a la vall Valtellina, que correspon a la major part de la província de Sondrio.

## Relació amb altres dialectes
Atesa la vasta àrea geogràfica que ocupa la vall valtelinesa, malgrat que el valtelinès forma part del llombard occidental, té tanmateix alguns elements en comú amb el llombard oriental, així com algunes influències del romanx de la veïna Suïssa. El dialecte actual, per tant, malgrat tenir una base lingüística comú en gairebé tota la Valtellina, no es pot catalogar com uniforme en tota la vall, sinó que hi ha préstecs de zones veïnes, que donen lloc a diverses variacions locals.

### Variants
L'epicentre del dialecte valtelinès, és òbviament la ciutat de Sondrio. En la vara de la vall compresa entre Tirano a l'est i Morbegno a l'oest, es parla un dialecte que és substancialment el de la capital, mentre més enllà d'aquests dos municipis, hi ha canvis molt marcats: en la zona de Morbegno, i de la baixa Valtellina, es parla una variant talamonesa i emergeixen influències del dialecte chiavennasc i del comasco de l'alt Llac de Como; a la zona de Tirano i de l'alta Valtellina, en canvi, hi ha influències del llombard oriental. Hi ha, a més, un gran nombre de variants locals a la vall laterl de la Valtellina, com per exemple a la Val Masino i la Val Malenco, o la Vall Gerola, on la diferència del lèxic entre municipis és molt gran, desenvolupades al llarg de molts anys en què les possibilitats de comunicació eren molt limitades, sobretot en valls aïllades.

### Exemple de text en les diferents variants
A continuació es mostra l'inici de la paràbola del fill pròdig traduïda a alguns dels dialectes de la zona.
- L'Abriga: An òm al gh'aua dù fiöi. Al pü gióan, al dis al pai: "pai, dam sübit la part da roba ca ma spèta". Ilóra al pai al diuit la sustanza tra i du fiöi. Póch dì dopu, al fiól pü gióan, ramat scià li söi robi, al partiss an paes luntà e ilò al mangia fò tüt an bagórdi.
- Tej: Un òm el gh'ha avüt dü s'ciet. El piü piscén el gh'ha dicc al pà: “Pà, dem el cò de la ruba che 'm tuca!”. E 'l gh'ha spartit sü a lur la roba. E miga dopu tancc dì, ramat scià tüt, el s'ciet piü piscén l'è fügit ni paes luntà, e gliò l'ha majat el facc sö cul viv a l'ingranda e da purscièl.
- Muntagna: Un cert òm al gh'ha abüt dü fiö. El ciü piscén de 'sti dü l'ha dicc al pà: “Dèm la ròba che me ven!”. El pà al gh'ha dacc quel che ghe pertucava de sò parti. Da ilò a poch dì, ramat scià tücc i robi che 'l gh'aveva, el ciü giuven l'è andacc per i pais luntan, e a fà la baraca l'ha majati in poch temp tüt el facc sò.
- Albusagia: In òm al gh'eva du fioi. El piü pisen al gh'ha dicc al pai: “Dem la mia part de quel ch'um vee del fat mè!” E lü l'ha facc la divisiù in tancc culundèi de la roba. E dailò a poch dì, ul fiöl piü pisèn l'ha tucc el fat sò, e pò l'è caminat ja luntà en gliün pais, e l'ha facc andà iscì cun tüt li cumpagnii cativi a l'usteria.[3]
- Gros: Al gh'è stàcc un òmen che 'l gh'eva doi matèi; Al più piscén l'ha dicc al pà: “Pà, dèm la mìa part de quel che el' me tóca!”. E lu al gh'ha parti fo la roba. Dopo un po de temp, al più gióen l'ha ramascià tut quel che 'l gh'eva e pé l'é andàcc int en paés luntàn e ilò l'ha maià fo tut al se coo, a viver iscì de lingera e andar a badènt.
- Val Bregaja: Ün òm veva düi fì. Ä plü giuvan dgét con sè bap: “Pà, dam la mè pärt da roba!” Ä 'l lur sc'partìt i sè ben. Ä pòch dì 'drè, cur ch'al plü giuvan vet tüt quant robaciä, al get davènt in ün paés lontän, ä là 'l dissipàt la sè roba, menànt na vita desc'mesüräda.
- Pus'ciav: Un scertu òm al gh'ha agiüü dui figliöl. El plü giòen al diss cun sé padri: “Pà, dadum la part de roba chi ma tuca!”. E lù al gh'ha spartii la roba intra da lur. E d'ilò a pöch dì, dopu ca l'han agiüü ramò scià tücc si laur, al figliòl plü giòen al tös sü e 'l giè in galia da luntan e iló al maglià tüt al fait sé in barachi.